# Howzat (chanson)
Pour les articles homonymes, voir Howzat.
Singles de Sherbet
Child's Play
(février 1976) Gimme Love / Hollywood Dreaming
(juin 1976)
Howzat est une chanson du groupe de rock australien Sherbet sortie en 1976.
Elle rencontre un grand succès à sa sortie et devient le deuxième single no 1 de Sherbet en Australie, après Summer Love (en) l'année précédente. Elle est également éditée à l'étranger et se classe dans les hit-parades de plusieurs autres pays, atteignant notamment le Top 5 des charts britanniques.

## Histoire

### Composition et enregistrement
Le guitariste Clive Shakespeare (en) quitte Sherbet en janvier 1976. Le groupe perd non seulement l'un de ses membres fondateurs, mais aussi le coauteur de la plupart de ses titres. Son partenaire d'écriture, le claviériste Garth Porter (en), est assisté par le bassiste Tony Mitchell (en) pour l'écriture de leur prochain single, qui est le premier disque de Sherbet auquel contribue Harvey James, le remplaçant de Shakespeare.
Le titre Howzat provient de la passion de plusieurs des membres de Sherbet pour le cricket. Dans le jargon de ce sport, « howzat! » est une interjection utilisée par les joueurs pour faire appel (en) auprès de l'arbitre pour l'élimination d'un batteur adverse. Porter utilise ce terme comme une métaphore pour décrire une histoire d'adultère. Avec le recul, il juge ses paroles « effroyables » et dignes d'un enfant de six ans.

### Parution et accueil
Le 45 tours Howzat / Motor of Love est publié en Australie en mai 1976 par Infinity Records, un label de la maison de disques Festival Records (en). Il devient rapidement le plus gros succès de la carrière de Sherbet et reste en tête du hit-parade australien pendant quatre semaines. La chanson donne son titre à l'album Howzat! (en) qui paraît au mois de juin.
Découverte par un promoteur britannique, Arthur Sheriff, la chanson est également éditée en single au Royaume-Uni par Epic Records et s'y classe no 4 des ventes en octobre 1976,. Elle perce même aux États-Unis en atteignant la 61e place du Billboard Hot 100.

### Postérité
Howzat est intégrée en 2023 à Sounds of Australia (en), une collection d'enregistrements audio jugés importants dans l'histoire de l'Australie tenue par la National Film and Sound Archive.

## Fiche technique

### Chansons
| 1. | Howzat        | Garth Porter (en), Tony Mitchell (en)         | 3:39 |
| 2. | Motor of Love | Garth Porter, Tony Mitchell, Alan Sandow (en) | 3:25 |

### Musiciens
- Daryl Braithwaite (en) : chant, tambourin
- Harvey James : guitare, chœurs
- Tony Mitchell (en) : basse, chœurs
- Garth Porter (en) : claviers, chœurs
- Alan Sandow (en) : batterie

### Équipe de production
- Richard Lush (en) : producteur, ingénieur du son
- Sherbet : producteurs

### Classements et certifications
| Classement                             | Meilleure position |
| -------------------------------------- | ------------------ |
| Allemagne (Media Control AG)           | 36                 |
| Australie (Kent Music Report)          | 1                  |
| Belgique (Flandre Ultratop 50 Singles) | 13                 |
| États-Unis (Billboard 200)             | 61                 |
| Norvège (VG-lista)                     | 8                  |
| Nouvelle-Zélande (RMNZ)                | 1                  |
| Pays-Bas (Nederlandse Top 40)          | 6                  |
| Royaume-Uni (UK Albums Chart)          | 4                  |
| Suède (Sverigetopplistan)              | 16                 |